# NGC 3428
NGC 3428 (również NGC 3429, PGC 32552 lub UGC 5968) – galaktyka spiralna z poprzeczką (SBb), znajdująca się w gwiazdozbiorze Lwa.
Odkrył ją Albert Marth 25 marca 1865 roku, a jego obserwacja została skatalogowana przez Johna Dreyera jako NGC 3428. W 1880 roku obserwował ją też Andrew Common i mimo że obliczona przez niego pozycja niewiele różniła się od tej podanej przez Martha, Dreyer błędnie skatalogował jego obserwację jako osobny obiekt pod numerem NGC 3429.
W galaktyce tej zaobserwowano supernową SN 2010C.
W bazie SIMBAD jako NGC 3429 błędnie skatalogowano galaktykę PGC 32510.